# Himmelpfort
Himmelpfort (du latin cœli porta, porte du Ciel) est un village, du nord du Brandebourg en Allemagne appartenant à l'arrondissement de Haute-Havel et faisant partie de la commune de Fürstenberg-sur-Havel. Sa population est d'environ 500 habitants.

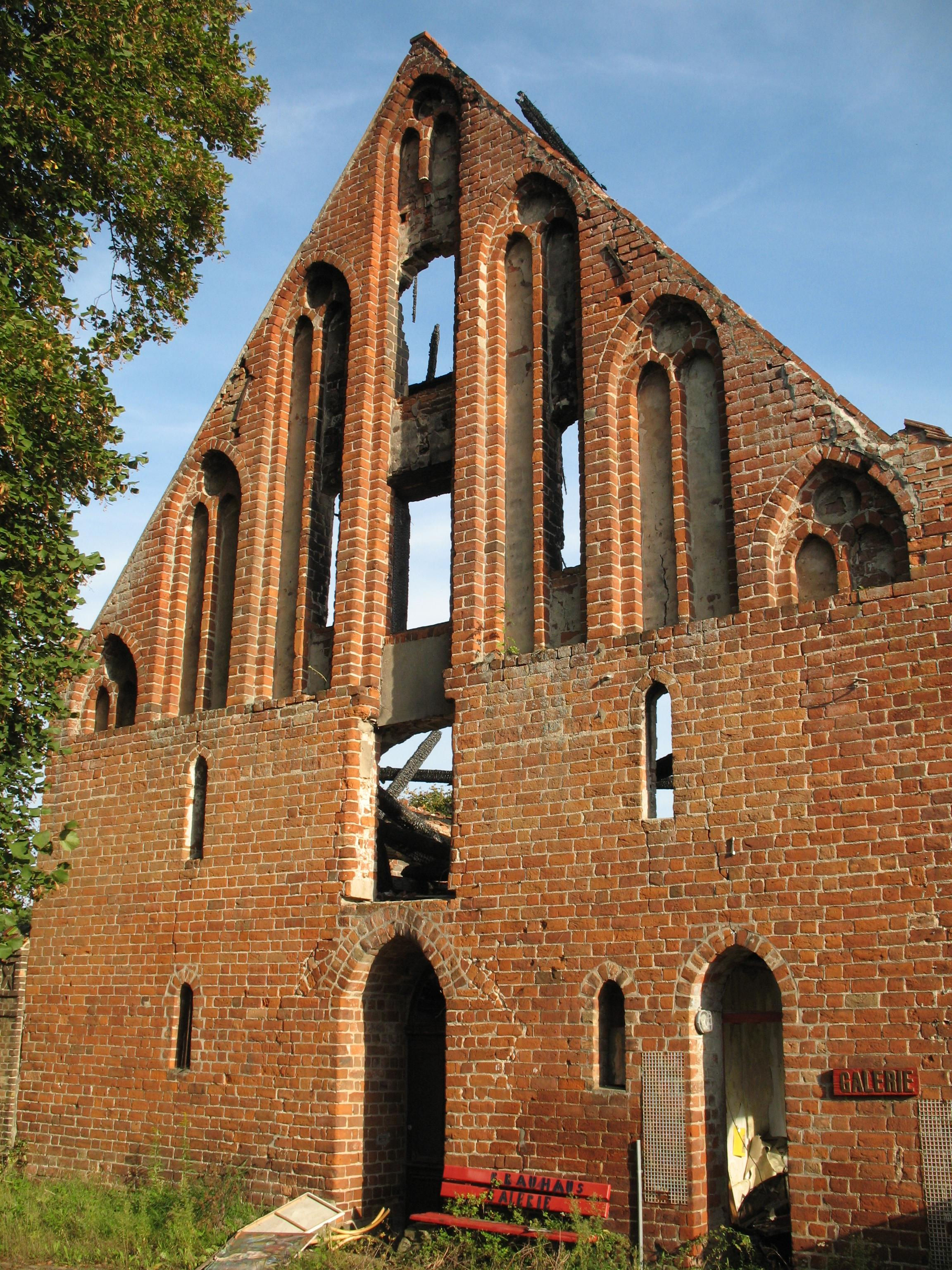
Ancienne brasserie

## Géographie
Himmelspfort se trouve à six kilomètres à l'est de Fürstenberg dans une région de moraines riche de forêts et de lacs appartenant à l'Uckermark et se trouvant à la frontière du Mecklembourg et du Brandebourg. Il fait partie du parc naturel des lacs d'Uckermak et des paysages naturels protégés des lacs et forêts de Fürstenberg.

## Historique
Le village a été fondé à la suite de l'abbaye de Himmelpfort appartenant aux cisterciens, elle-même fondée en 1299 comme fille de l'abbaye de Lehnin. Les moines sont expulsés au moment de la Réforme protestante du XVIe siècle et le domaine appartient  ensuite à diverses familles seigneuriales. Les villageois sont avant tout des pêcheurs ou des bateliers. Il connaît une certaine prospérité avec l'arrivée du chemin de fer à Fürstenberg à la fin du XIXe siècle. Il acquiert le statut de station climatique en 1925. Le tourisme d'État du temps de la république démocratique allemande s'y développe dans les années 1970-1980, et se privatise après la réunification allemande. Le village perd son statut de municipalité en 2003, lorsqu'il est rattaché à celle de la ville de Fürstenberg.

## Culture et tourisme

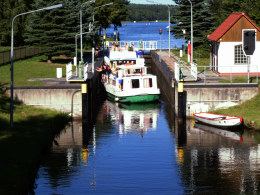
Vue de l'écluse de Himmelpfort

Les vestiges de l'ancienne abbaye cistercienne avec son église, devenue luthérienne, se trouvent au milieu du village. On remarque aussi une écluse et les ruines de la brasserie abbatiale détruite par un incendie en août 2010.
Un ancien dépôt de fusées nucléaires soviétiques, dit Lychen II s'y trouvait avant qu'elles ne soient rapatriées au début des années 1990.